# Постоянная Гельфонда — Шнайдера
Постоянная Гельфонда — Шнайдера (обозначение: {\displaystyle {\mathcal {G}}_{GS}}) — трансцендентное число, два в степени квадратный корень из двух:{\displaystyle 2^{\sqrt {2}}=2{,}6651441426902251886502972498731\ldots }
Трансцендентность этого числа была доказана Р. О. Кузьминым в 1930 году. В 1934 году Александр Гельфонд и Теодор Шнайдер независимо друг от друга доказали более общую теорему Гельфонда — Шнайдера, которая решила часть седьмой проблемы Гильберта, описанную ниже.

## Свойства
Квадратный корень из постоянной Гельфонда — Шнайдера является трансцендентным числом:
{\displaystyle {\sqrt {2^{\sqrt {2}}}}={\sqrt {2}}^{\sqrt {2}}=1{,}6325269...}
Это же число может быть использовано для доказательства того, что иррациональное число в степени иррационального числа может быть рациональным, без предварительного доказательства его трансцендентности. Доказательство происходит следующим образом. Если число {\displaystyle {\sqrt {2}}^{\sqrt {2}}} рационально, то это является доказательством теоремы. В противном случае:
{\displaystyle {\bigl (}{\sqrt {2}}^{\sqrt {2}}{\bigr )}^{\sqrt {2}}={\sqrt {2}}^{({\sqrt {2}}{\sqrt {2}})}={\sqrt {2}}^{2}=2},
что является рациональным числом, а значит, доказывает теорему. Данное доказательство неконструктивно, так как не говорит, какой случай верный, но оно гораздо проще, чем доказательство Р. О. Кузьмина.

## Седьмая проблема Гильберта
Седьмая из двадцати трёх проблем Гильберта, поставленных в 1900 году, заключалась в том, чтобы доказать или найти контрпример утверждения, что {\displaystyle a^{b}} всегда трансцендентно для алгебраических {\displaystyle a\neq 1,0} и иррациональных алгебраических {\displaystyle b}. В своём обращении Гильберт привёл два ярких примера, один из которых — постоянная Гельфонда — Шнайдера.